# 小牧市立桃ヶ丘小学校
小牧市立桃ヶ丘小学校（こまきしりつももがおかしょうがっこう）は、愛知県小牧市にある市立の小学校である。

## 概要
桃花台ニュータウン内にある小学校である。一時は1000名を超える児童が在籍した。桃陵中学校が隣接している。

## 沿革
- 1976年（昭和51年）4月2日 - 開校。
- 1985年（昭和60年） - 陶小学校が開校し、高根・上末・下末の3つの校区を分離。
- 1990年（平成2年） - 大城小学校が開校し、城山地区を校区から分離。
- 1998年（平成10年） - 校区に城山1丁目が追加される。

## 校区
- 現在は、桃ヶ丘1-3丁目、古雅1-4丁目、城山1丁目が校区となっている。

## 児童数
- 開校から、桃花台に住宅が建設されると共に児童数がどんどん増加していき1000名を上回った。

児童数が一番多い年は1237名であった。平均すると各学年206人ずつで本来ならば各学年6学級編成だが、すでに児童数が学校の許容量を上回っていて、教室がたりなかったため、通常1クラス40名までのところを、特別に1クラス41名42名にし、問題を解消した。校舎を増築してもさらに児童数が増えていくと推測されたため、急速に分離校が建設された。それ以降は減少していった。
- 新たな住宅が建設された事もあり、1998年度あたりから少しずつ増加し、現在は児童数、600人程度。

## 校舎
- 1999年の夏に校舎の色が変えられ、白からピンク、グリーン、ブルーの3色になった。
- 昇降口は3つあるが、生徒数が多かった時に増築された昇降口は現在、使用されていないが、1年生のロッカーとして利用されている。

## その他
- 「大志の丘」という小さな山がある。(現在は児童の怪我のため立ち入り禁止になっている)
- 学校建設時に残された森が、グラウンド後方に広がっている。

## 所在地
愛知県小牧市桃ヶ丘2丁目3番地

## 周辺
- 小牧市立桃陵中学校
- 桃花台第2公園